# 고와쿠비촌
고와쿠비촌(強首村)은 아키타현 센보쿠군에 있던 촌이다. 현재의 다이센시 북서부, 유모노 강 좌안, 아키타 자동차도 니시센보쿠 휴게소의 북쪽 일대에 해당한다.

## 역사
- 1889년 4월 1일 - 정촌제 시행에 의해 6촌의 구역으로 성립하였다.
- 1955년 3월 1일 - 가리와노정,  쓰치카와촌, 오사와고촌과 합병해 니시센보쿠정이 성립해, 동일 고와쿠비촌은 폐지되었다.
- 2005년 3월 22일 - 니시센보쿠정이 오마가리시, 가미오카 정·니시센보쿠 정·나카센 정·교와 정·난가이 촌·센보쿠 정·오타 정과 합병해 다이센시가 성립하였다.

## 교통

### 도로
- 가리와노 가도

현재는 구 촌역에 아키타 자동차도의 니시센보쿠 휴게소·스마트 나들묵이 소재하지만, 당시는 미개통.